# سن فرناندو (بولیوار)
سن فرناندو (انگلیسی: San Fernando, Bolívar) نام شهری در کشور کلمبیا است.